# Joachim Leopold von Bredow

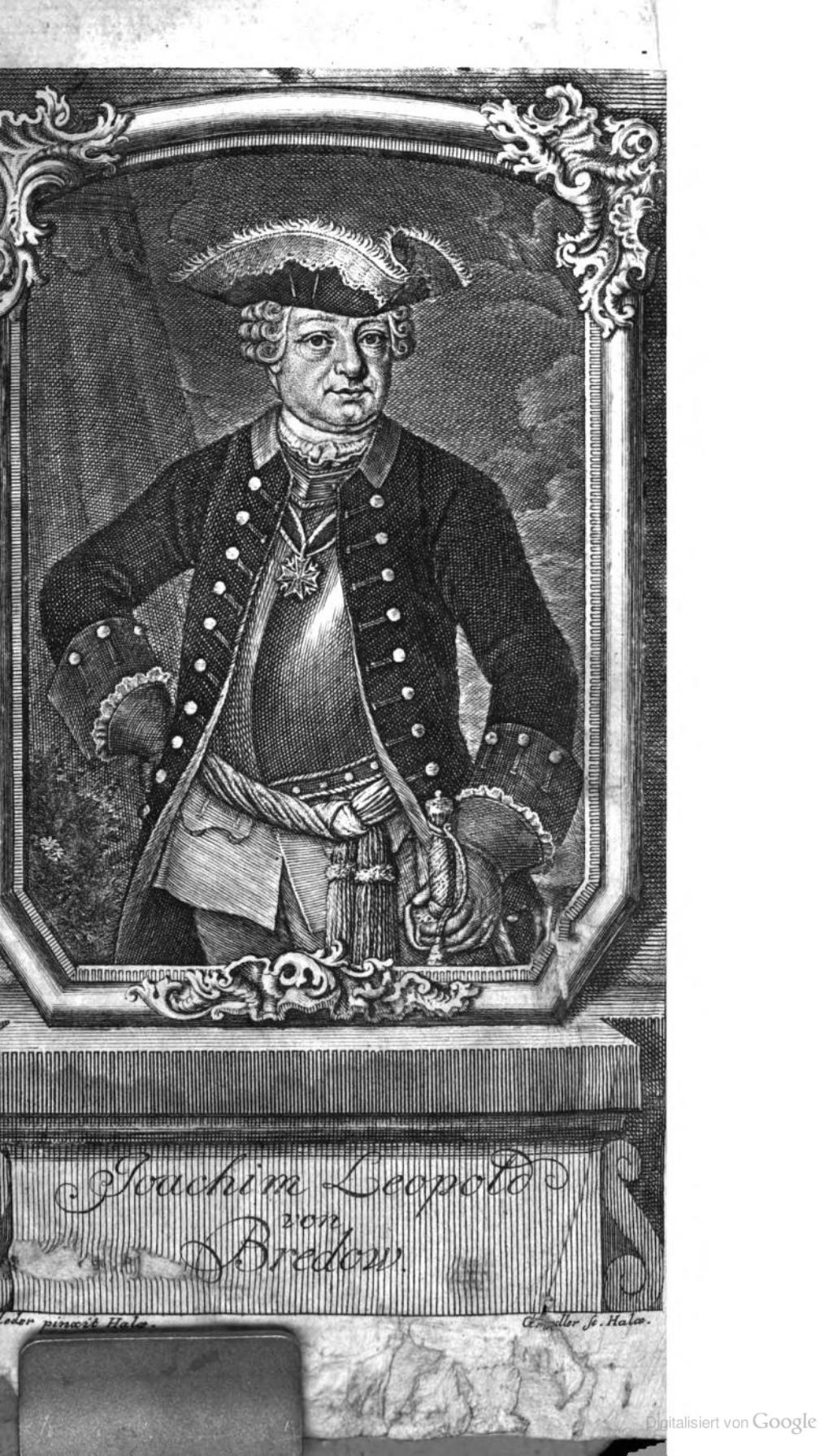
Joachim Leopold von Bredow (1699–1759)

Joachim Leopold von Bredow (* 10. Oktober 1699; † 12. Juni 1759 in Dresden) war ein königlich-preußischer Generalmajor, Ritter des Johanniterordens und Erbherr  auf Bredow, Marke, Schwanebeck und Werniß.
Er war der Sohn von  Otto Ludwig von Bredow (* 8. Mai 1659; † 9. Mai 1720) und Thoma Lucia von Grote (* 28. Juni 1668; † 13. Oktober 1724). Sie war die Tochter von Thomas Grote (1625–1668) Domdechant von Havelberg.

## Leben
Er wurde zunächst durch Hauslehrer unterrichtet und kam dann auf die Brandenburger Ritterakademie. Danach besuchte er die Hohe Schule in Jena. 1719 ging er in preußische Dienste und kam zum Regiment (Anhalt) und wurde am 2. Juli 1720 Fähnrich. Am 20. September 1723 wurde er Leutnant und wurde auf Werbung geschickt. So konnte er das ganze Reich sowie Holland und die Schweiz bereisen. 1734 war er beim Rheinfeldzug gegen die Franzosen dabei. Am 1. Oktober 1736 wurde er Stabshauptmann und bekam am 17. Dezember 1736 seine eigene Kompanie.
Am 20. Juni 1738 wurde er in den Johanniterorden aufgenommen.
1741 wurde er in das Lager bei Brandenburg geschickt und am 16. 1743 wurde er zum Major befördert.
Im zweiten Schlesischen Krieg nahm er an den Schlachten von Hohenfriedberg, Soor und Kesselsdorf teil. 1748 wurde er dafür mit den Pour le Mérite ausgezeichnet. Am 13. Juni 1751 wurde er Oberstleutnant und am 19. September 1753 Oberst. Im Mai 1753 wurde er bereits zum Amtshauptmann von Driesen ernannt. Er sollte dann das Kommando im Regiment Markgraf Heinrich übernehmen, was er aber ablehnte. 1756 wurde er an den Hof von Anhalt-Bernburg geschickt.
Im Siebenjährigen Krieg war er in der Schlacht bei Prag und in der Schlacht bei Kolin dabei. Bei Kolin wurde er schwer verwundet. So war er in der Schlacht bei Roßbach nicht mehr an der Front, sondern organisierte von Merseburg aus den Nachschub für die Truppen. Am 21. Januar 1758 bekam er das Infanterie-Regiment Nr. 43 (Kalkreuth) und wurde am 6. März Generalmajor. Am 17. März 1759 erkrankte er in Dresden schwer und starb an dieser Krankheit am 12. Juni 1759.
Er wurde in der Dresdner Frauenkirche begraben.

## Familie
Er war sein 1734 mit Helene Margarethe Rejall verheiratet und hatte Kinder.